# Nissan Fuga
Nissan Fuga (Japanese: 日産・フーガ Nissan Fūga) — легковой автомобиль. Впервые был презентован как FUGA concept в 2003 году на Токийском автосалоне. На использование слова Fuga разработчиков вдохновили музыкальные формы автомобиля. Это готовилась замена для двух модельных линеек Nissan Cedric и Nissan Gloria. А с прекращением производства Nissan Cima и Nissan President в 2010 году, Fuga стала топ-моделью среди всей линейки Nissan. Fuga объединила четыре модели с богатой историей — Cedric, Gloria, Cima и President.
В октябре 2004 года была запущена линейка среднеразмерных седанов бизнес-класса для внутреннего рынка Японии — Nissan Fuga Y50 . На внешнем же рынке модель перешла в люксовое отделение Infiniti, получив имя Infiniti М, а с ребрендингом в 2014 года получила индекс Infiniti Q70.
В 1959 году Prince (Nissan) Gloria впервые вышла в свет, она была построена на растянутой базе оригинального Prince (Nissan) Skyline, который впервые был представлен в 1957 году. И в этот раз Nissan снова использовал этот подход по проектировании Fuga, только за основу уже взяли платформу Nissan FM platform от Nissan Skyline 250gt V35 и удлинили. Создавалась же Fuga, чтобы конкурировать с европейскими спортивными средними седанами, такими как BMW 5 серии, Audi A6, Mercedes-Benz E-Class и Jaguar S-Type. Основными же конкурентами Fuga в Японии являлись седаны Toyota Crown спорт серии и Lexus GS.
Оснащение салона имеет богатую оснастку. Комплектации начинаются от «XV» в простой версии и заканчивая «GT» в качестве верхней планки отделки, что было эквивалентно предыдущему «Brougham» и «Гран Туризмо» версии Cedric и Gloria.
При проектировке для облегчения веса начали применять алюминий: капот, крышка багажника, а также внутренние усилители дверей. Так же в Fuga широко используется алюминиевый сплав в элементах передней и задней подвески. Передняя для снижения веса и улучшения управляемости построена на двойных поперечных рычагах. Этот тип подвески ранее был использован на Cedric / Gloria до 1983 года, ещё до установки на эту платформу стоек макферсон для передней подвески, а задняя по-прежнему оставалась многорычажной с Cedric / Gloria, представленных в 1979 году.
Когда 14 октября 2004 Fuga была впервые представлена публике, то в рекламной кампании использовались музыкальные произведения в стиле фугу. Работа под названием "Vortex" была специально заказана для Nissan, композитор Акихико Мацумото. Оркестровая музыка играла в трех частях в течение 7 минут и 42 секунд, а запись была отдана дилерам в Японии в качестве рекламных DVD-CD ("Fuga The Movie and Premium Soundtrack") для подарков клиентам.
Mitsuoka Motors (光岡自動車 Мицуока дзидо:ся, «Автомобили Мицуока») использовала за базу Nissan Fuga при создании бизнес седана Galue-III, который поступил в производство в 2006году.